# Міхаель Преторіус
Міхаель Прето́ріус (нім. Michael Praetorius, 15 лютого 1571, Кройцбург, поблизу Айзенаха — 15 лютого 1621, Вольфенбюттель) — німецький теоретик музики, композитор і органіст.
Автор найбільшого в Німеччині XVII століття музичного трактату «Пристрій музики»" (Syntagma musicum). Автор музики для протестантського богослужіння (мотети, псалми, «Духовні концерти», обробки лютеранських церковних пісень), опублікованих здебільшого у складі 9 збірок під назвою «Сіонські музи» (Musae Sionae, 1605-10).